# Países periféricos

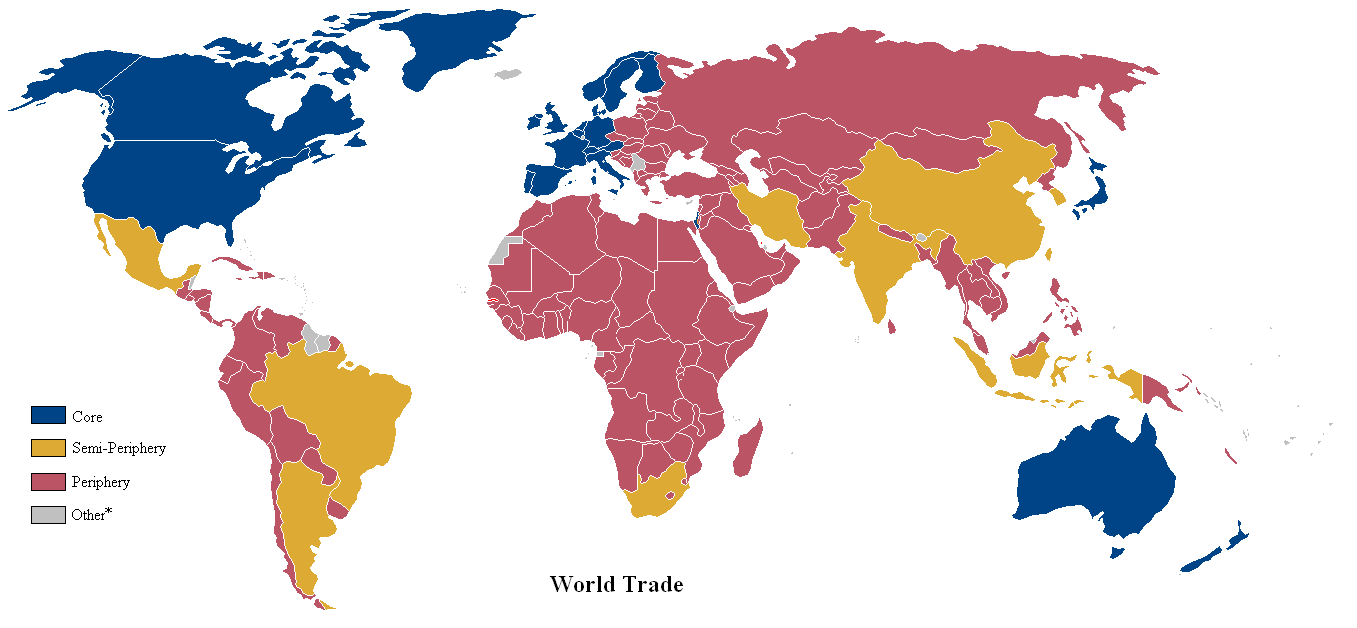
Mapa que mostra aos países por estado comercial a fins do século XX utilizando a diferenciação do sistema mundial em países centrais (azul), países semi-periféricos (amarelo) e países periféricos (vermelho), segundo a lista em Dunn, Kawano e Brewer (2000).

Na teoria dos sistemas mundiais, os países periféricos (às vezes chamados apenas de periferia) são aqueles considerados menos desenvolvidos do que os países semiperiféricos e centrais. Esses países geralmente recebem uma parcela desproporcionalmente pequena da riqueza mundial. Têm instituições estatais fracas e dependem (ou, segundo alguns analistas, são exploradas por) países mais desenvolvidos. Esses países geralmente ficam para trás devido a obstáculos como falta de tecnologia, governos instáveis e sistemas de educação e saúde deficientes.
Em alguns casos, a exploração da agricultura, a mão de obra barata e os recursos naturais dos países periféricos ajudam os países centrais a permanecerem dominantes. Isso é melhor descrito pela teoria da dependência, que é uma teoria sobre como a globalização pode afetar o mundo e os países que a compõem. No entanto, é possível que os países da periferia saiam deste estado e se dirijam à semiperiferia ou ao estado central. Isso pode ser realizado através de coisas como industrialização, estabilização do governo e clima político, etc.
Esses países são encontrados principalmente na América Latina e Caribe, África, Oriente Médio, partes da Ásia e ilhas do Pacífico.

## Características
- São países menos diversificados economicamente.
- Eles têm governos relativamente fracos.[4][5]
- Eles têm instituições relativamente fracas, com bases tributárias muito pequenas para apoiar o desenvolvimento da infraestrutura.
- Eles tendem a depender de um tipo de atividade econômica, frequentemente extraindo e exportando matérias-primas para nações centrais.[4][5]
- Eles tendem a ser os países menos industrializados.[5]
- Frequentemente, são alvos de investimentos de empresas multinacionais de países centrais que entram no país para explorar mão de obra não qualificada e barata, a fim de exportar para os países centrais.
- Eles têm uma pequena classe burguesa e uma grande classe camponesa.[4]
- Eles tendem a ter populações com altas porcentagens de pessoas pobres e sem educação.
- Eles tendem a ter uma desigualdade social muito elevada devido às pequenas classes superiores que possuem a maior parte das terras e têm laços lucrativos com empresas multinacionais.
- Eles tendem a ser amplamente influenciados por nações centrais e suas multinacionais, muitas vezes forçadas a seguir políticas econômicas que ajudam as nações centrais e prejudicam suas próprias perspectivas econômicas de longo prazo.[4]

## Listas de países periféricos
A seguir estão os países periféricos de acordo com o estudo de Chase-Dunn, Kawano e Brewer (2000):
| Afeganistão               | Albânia           | Angola               | Arábia Saudita         | Argélia          |  |
| Bahrein                   | Bangladesh        | Barbados             | Belize                 | Benim            |  |
| Burundi                   | Camboja           | Botswana             | Bulgária               | Burquina Fasso   |  |
| Chipre                    | Colômbia          | Camarões             | Chade                  | Costa do Marfim  |  |
| Congo                     | Croácia           | Egito                | Emirados Árabes Unidos | Eritreia         |  |
| Estónia                   | Etiópia           | Gabão                | Gabão                  | Geórgia          |  |
| Gana                      | Grécia            | Guiné-Bissau         | Guiana                 | Iraque           |  |
| Jamaica                   | Jordânia          | Cazaquistão          | Quénia                 | Quirguistão      |  |
| Zâmbia                    | Zimbabwe          | Kuwait               | Laos                   | Paquistão        |  |
| Lesoto                    | Letónia           | Líbano               | Libéria                | Líbia            |  |
| Lituânia                  | Macau             | Macedónia do Norte   | Madagascar             | Malásia          |  |
| Malawi                    | Mali              | Marrocos             | Maurícia               | Mauritânia       |  |
| Moldávia                  | Mongólia          | Moçambique           | Myanmar                | Namíbia          |  |
| Nepal                     | Nicarágua         | Níger                | Nigéria                | Omã              |  |
| República Centro-Africana | Chéquia           | República Dominicana | Vietname               | Iémen            |  |
| Roménia                   | Ruanda            | Senegal              | Serra Leoa             | Síria            |  |
| Sri Lanka                 | Sudão             | Suriname             | Tailândia              | Tanzânia         |  |
| Togo                      | Trindade e Tobago | Tunísia              | Turquia                | Papua-Nova Guiné |  |
| Uganda                    | Uruguai           | Venezuela            |                        |                  |  |

E esta é a lista de países periféricos de acordo com o estudo de Babones (2005), que aponta que esta lista é composta por países que “foram classificados de forma consistente em apenas uma das três zonas [centro, semiperiferia ou periferia ] da economia mundial. especialmente todo o período de estudo de 28 anos ":
| Benim            | Bolívia                   | Burquina Fasso | Burundi |
| Gana             | Guiné-Bissau              | Haiti          | Zâmbia  |
| Indonésia        | Ilhas Salomão             | Quénia         | Lesoto  |
| Malawi           | Mauritânia                | Nepal          | Níger   |
| Papua-Nova Guiné | República Centro-Africana | Ruanda         | Senegal |
| Sri Lanka        | Sudão                     | Togo           |         |